# Ирта
И́рта — село в Ленском районе Архангельской области. Входит в состав Сафроновского сельского поселения.

## География
Находится в юго-восточной части Архангельской области на расстоянии приблизительно 14 км на юго-запад по прямой от административного центра района села Яренск, на правом берегу реки Вычегда.

## Палеонтология
В районе Ирты в отложениях раннего триасового периода (верхнеоленёкский подъярус) обнаружен ископаемый образец темноспондильной амфибии Parotosuchus.

## История
Учтено было ещё в 1710 году как погост с 18 дворами. В 1859 году здесь (село Яренского уезда Вологодской губернии) было учтено 18 дворов. 

## Население
Численность населения: 209 человек (1859 год), 246 (русские 95 %) в 2002 году, 182 в 2010.

## Памятники
В селе находится охраняемый памятник истории и культуры Архангельской области — культовый комплекс, состоящий из Воскресенской церкви (1810 год), Спасской церкви (1746 год) и Александровской часовни (1846 год). Церкви находятся в полуразрушенном состоянии.

## Уроженцы
- Иван Александрович Димов — учитель, основатель первой ненецкой школы.